# Evangelische Kirche Adolfseck

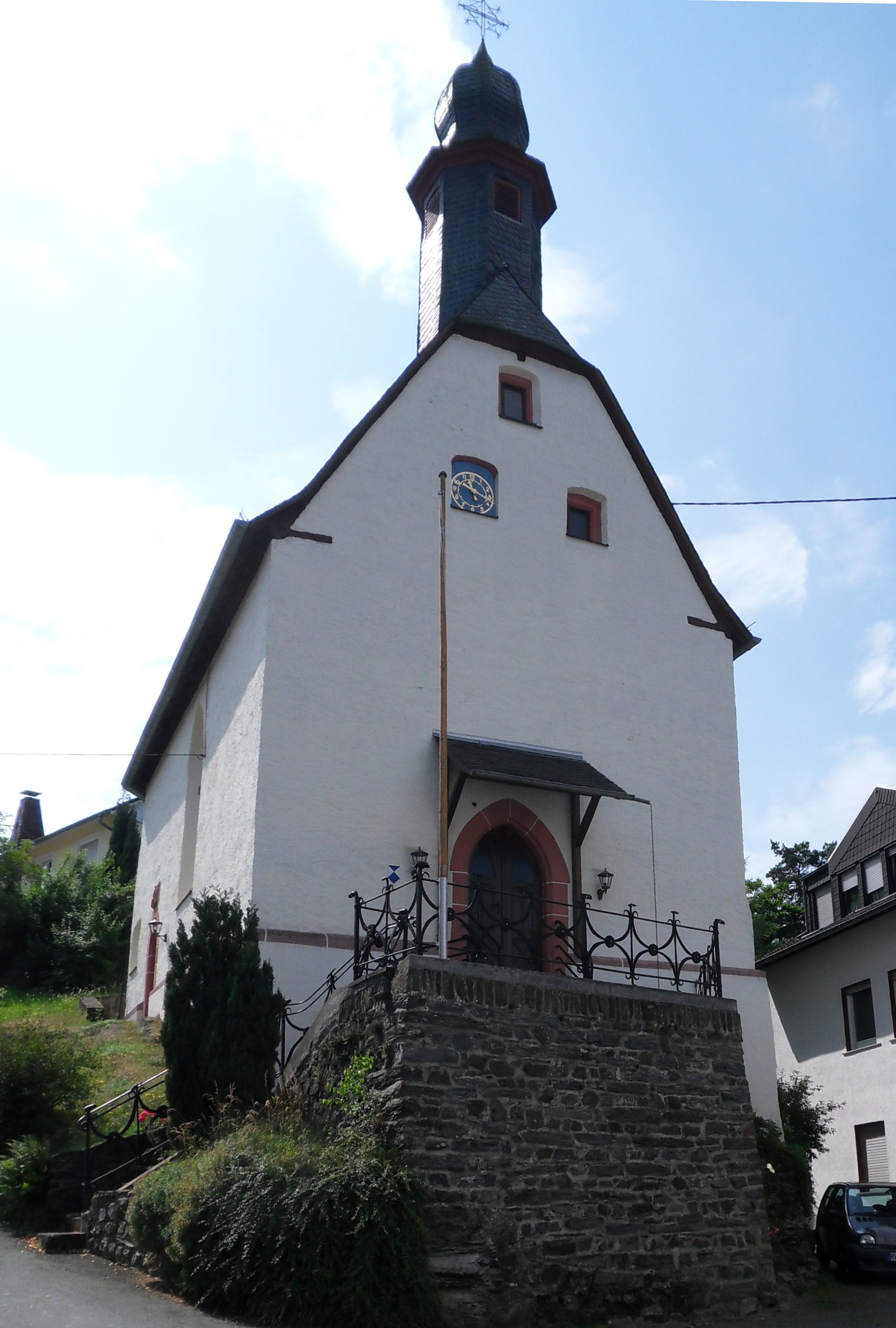
Evangelische Kirche

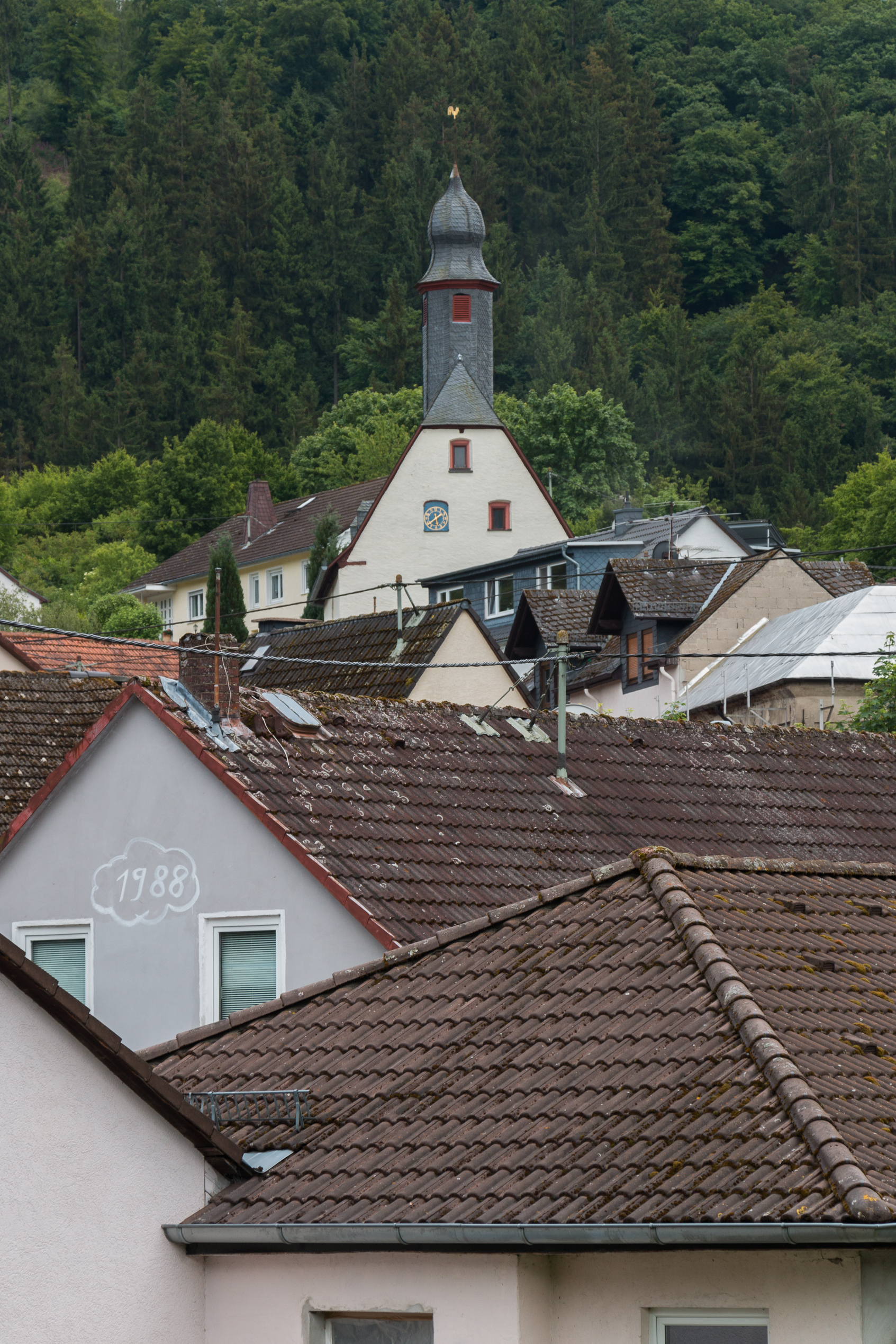
Lage der Kapelle im Ort

Die Evangelische Kirche ist ein denkmalgeschütztes Kirchengebäude in Adolfseck, einem Stadtteil von Bad Schwalbach im Rheingau-Taunus-Kreis (Hessen). Bei dem Gebäude handelt es sich um das Nachfolgegebäude einer ehemaligen Burgkapelle, die 1456 von Graf Johann von Nassau in der Burg errichtet wurde.

## Architektur und Ausstattung
Der kleine Saalbau wurde um 1500 mit einem Chor mit Fünfachtelschluss errichtet, Bauherr war Engelbert von Nassau-Idstein, Domherr zu Mainz und Probst des Bartholomäusstiftes zu Frankfurt. Graf Engelbert präsentierte 1506 den Priester Martin Sutorius als wohl ersten Priester der Kirche. 1512 wurde die erste Glocke mit der Inschrift Got furlei und ein selig stunt Anno MCCCCCXII aufgehängt, eine zweite Glocke wurde 1554 ergänzt. Während des Dreißigjährigen Krieges wurde das Gebäude stark beschädigt, vermutlich wurden auch die Glocken gestohlen. Der Haubendachreiter stammt von der zweiten Hälfte des 18. Jahrhunderts, um 1785 wurde das Gebäude renoviert. Die zwei kleinen Bleiglasfenster wurden am Anfang des 16. Jahrhunderts eingebaut. Sie zeigen eine Wappendarstellung sowie eine Darstellung der Anna selbdritt. Die Maßwerkfenster sind mit Fischblasen verziert. Über der ehemaligen Priesterpforte mit Überstabungen ist das Nassauer Wappen angebracht. Ursprünglich war die ehemalige Burgkapelle dem hl. Valentin geweiht. In der Kirche steht ein Taufstein vom Ende des 15. Jahrhunderts, dessen Kuppa mit Blendmaßwerk verziert ist. Das Gestühl ist von 1680, die Kanzel ist mit 1692 bezeichnet und am Fuß mit geschnitzten Früchten verziert. Das ländliche Kruzifix stammt aus dem 18. Jahrhundert. Der Opferstock aus Stein ist wohl eine Arbeit vom Ende des 17. Jahrhunderts. 1826 musste der Kirchturm erneuert werden, die Bauleitung hatte der Amtswerkmeister Rock von Laufenselden. 1875 wurden die vorhandenen Glocken durch zwei neue ersetzt. Eine neue Orgel baute 1893 die Firma Daniel Rassmann auf.